# Roberto Murray Meza
Roberto Henderson Murray Meza, más conocido como Bobbie Murray (San Salvador, 1946 - 27 de julio de 2022), fue un empresario y filántropo salvadoreño. Presidió diversas empresas y conglomerados, así como fundaciones sociales. Ocupó varios cargos públicos, siendo viceministro de Educación durante el periodo de Walter Béneke. [cita requerida]

## Biografía
Su abuelo Rafael Meza Ayau llegó desde Guatemala para establecerse en El Salvador, fundando Industrias La Constancia en 1906 en el departamento de Santa Ana, la primera empresa dedicada a la producción de cerveza del país que posteriormente se convirtió en Grupo Agrisal. Su padre dio continuidad a la empresa del abuelo. Fue, además, capitán de un buque barredor de minas en el Pacífico durante la Segunda Guerra Mundial. Su madre, Rosa Meza Ayau de Murray, era devota de San Juan Bosco y fue quien, según mencionaba el propio Roberto, le enseñó a amar a la orden salesiana y quien le trasmitió los valores sociales que le llevaron a su compromiso social a través de la Responsabilidad Social Empresarial. Se casó con María  de los Ángeles Álvarez, con quien tuvo dos hijos; Christina y Robert  Patrick. [cita requerida]

### Estudios
Estudió en la Escuela Americana y en el Externado San José de San Salvador. Sus estudios de licenciatura en Economía los realizó en la Universidad de Yale. Poseía dos maestrías, una en Administración de Empresas de la Universidad de Harvard y otra en Letras en .a Universidad de Salamanca que obtuvo con el programa Middlebury de España. En enero de 2005, la Universidad Salesiana Don Bosco de El Salvador le otorgó un doctorado honoris causa en ciencias sociales. Además, impartió la cátedra Historia de la Cultura en la Universidad Centroamericana “José Simeón Cañas”. Entre los alumnos que tuvo figuraron Juan José Domenech y Charli Borja.

## Trayectoria
El empresario dirigió entre 1999 y 2013 el Grupo Agrisal, una corporación salvadoreña con inversiones en las industrias hotelera, inmobiliaria comercial y automotriz, estuvo también a cargo de empresas como la aerolínea TACA (hoy Avianca), de Cementos El Salvador y de AFP Confía. Por su desempeño empresarial recibió el galardón “Excelencia Empresarial” por parte de la revista Forbes en 2017. Ese mismo año fue galardonado con el Premio Compromiso Cívico, el cual fue otorgado por la organización Diálogo Interamericano, con sede en Washington D. C. (Estados Unidos), por promover las acciones de RSE en Centroamérica. [cita requerida]

### Filántropo
Fue pionero de la Responsabilidad Social Empresarial (RSE) y un agente activo en la sociedad civil.  Fue presidente del Fondo de Inversión Social (FIS) en El Salvador y el primer presidente de la Fundación Salvadoreña para el Desarrollo Económico y Social (Fusades).  De 2000 a 2010 fue presidente de FUNDEMAS, fundación dedicada a la promoción de prácticas de responsabilidad social empresarial en El Salvador de la cual fue fundador.  Fue además presidente  de la Fundación para la Educación Integral Salvadoreña (FEDISAL)  y de la Fundación Rafael Meza Ayau, la cual presidió de 1984 a 1990 y de 2013 hasta 2022.

### Cargos públicos
Fue viceministro de educación durante el periodo de Walter Béneke, presidente de la Comisión Ejecutiva Portuaria Autónoma (CEPA) y Director del Presupuesto de Inversión en Educación a partir de 1972. También fue cónsul honorario de Irlanda en El Salvador. 
En el ámbito político, Murray Meza fue electo en 2001 como presidente de la Alianza Republicana Nacionalista (ARENA), partido en el gobierno de aquel entonces, cargo al que renunció en septiembre de 2003. [cita requerida]